# Merzen
Merzen er en kommune med knap 3.900 indbyggere (2013). Den er en del af Samtgemeinde Neuenkirchen, beliggende i den nordvestlige del af Landkreis Osnabrück, i den tyske delstat Niedersachsen.

## Geografi
Merzen ligger i den nordvestlige del af landskabet Bramgau syd for Ankumer Höhe. Den ligger ved den nordvestlige del af Naturpark Nördlicher Teutoburger Wald-Wiehengebirge.

### Nabokommuner
Merzen grænser mod nord til Eggermühlen, mod øst til Ankum og Bramsche, mod syd til Neuenkirchen og Voltlage og mod vest til Fürstenau.

### Inddeling
I kommunen ligger bydelene (indbyggertal i parentes):
- Döllinghausen (187)
- Engelern-Schlichthorst (490)
- Lechtrup-Merzen (2.627) – administrationsby
- Ost-/Westeroden (182)
- Plaggenschale (284)
- Südmerzen (387)

(Indb. pr. 14. juli 2003)
Disse var ind til områdereformen i 1972 selvstændige kommuner.
Bydelene er hovedsageligt spredte bebyggelser.
Sammen med nabokommunerne Neuenkirchen og Voltlage danner Merzen Samtgemeinde Neuenkirchen.